# Ceratobaeus insularis
Ceratobaeus insularis är en stekelart som beskrevs av Jean-Jacques Kieffer 1910. Ceratobaeus insularis ingår i släktet Ceratobaeus och familjen Scelionidae. Inga underarter finns listade i Catalogue of Life.